# Metallothionein-3
Metallothionein-3‏ (Metallothionein 3) هوَ بروتين يُشَفر بواسطة جين Metallothionein-3 في الإنسان.
هو ببتيد مكون من 68 حمضًا أمينيًا (20 منها سيستئين) يتم التعبير عنه بشكل غير طبيعي في أدمغة المرضى المصابين بمرض آلزهايمر. ميتالوثيونين-3 هو عضو في عائلة ميتالوثيونين من البروتينات.